# Bandera d'Escòcia
La bandera d'Escòcia està composta per un sautor blanc en fons blau que representa Sant Andreu, el patró d'Escòcia.
El to de color del blau, variant al llarg de la història, no ha estat fixat de manera oficial encara que un comitè del parlament ha proposat de fer servir l'anomenat Pantone 300.
El sautor i camp escocès és un dels components de la bandera del Regne Unit. Una versió amb els colors inversos es pot trobar a l'escut i bandera de Nova Escòcia, però el blau és generalment més lluminós.

## Descripció
L'aspa blanca és el símbol de Sant Andreu l'Apòstol, patró d'Escòcia. El color del fons de la bandera era variable, des del blau celeste fins al blau marí, depenent, pel que sembla, del tipus de tint disponible en cada zona i època. Quan va ser incorporada a la bandera del Regne Unit, es va emprar el blau marí com color de fons. No obstant això, en 2003, una comissió del Parlament d'Escòcia va establir que el color oficial del fons de la bandera és el Pantone 300 (és a dir, 0, 114, 198 en el model de color RGB o #0072C6 en codis de colors HTML), un color una mica més clar que el Pantone 280 de la bandera del Regne Unit.
Les dimensions de la bandera no estan oficialment establides, encara que solen ser 4:5, 3:5 o 2:3. Les barres creuades han de tenir una amplària d'1/5 (o siga, un 20%) de l'altura de la bandera.

## Història

Bandera escocesa amb un color poc usual.

Segons la llegenda, en el 832 el rei Angus II dels Pictes va dirigir els escots en la seua batalla contra els angles, dirigits per Aethelstan d'East Anglia, prop de l'actual municipi d'Athelstaneford, a East Lothian. El rei Angus i els seus homes es van veure envoltats, i van resar per les seues vides. Durant la nit, Sant Andreu es va aparèixer al rei i li va prometre la victòria. Al matí, ambdós exèrcits van veure aparèixer sobre el cel blau una creu blanca, representant la creu sobre la qual havia estat martiritzat Sant Andreu. Aquesta aparició va donar coratge als escocesos, mentre que els anglos es van desmoralitzar i van perdre el combat.
Les evidències històriques de l'ús de la Creu de Sant Andreu com a símbol d'Escòcia són bastant posteriors a aquesta llegenda. En 1385, el Parlament d'Escòcia va decretar que els soldats escocesos havien de dur el sautor com una marca de distinció. La primera bandera escocesa conservada consistent únicament en una creu blanca data de 1503, encara que el fons és roig, no blau. Cap a 1540 la llegenda del rei Angus s'havia modificat, fins a la seua versió actual, incloent-hi la visió d'un aspa blanca en un cel blau, pel que a partir d'aqueix moment aqueix va ser el disseny de la bandera nacional d'Escòcia.
Des de 1606, i especialment després de la definitiva unió d'Anglaterra i Escòcia per l'Acta d'Unió (1707), la bandera d'Escòcia va ser incorporada a la bandera del Regne Unit, a la qual més tard, en 1801 es va afegir la Creu de Sant Patrici, per a simbolitzar al Regne Unit de Gran Bretanya i Irlanda.

## Variants i alternatives

"Lleó Rampant" de l'Estendard Reial d'Escòcia

Fora d'Escòcia existeixen diverses versions distintes de la bandera d'Escòcia. En Canadà, per exemple, una versió inversa del sautor (és a dir, una creu blava sobre fons blanc) és la bandera de la província de Nova Escòcia, primera expedició colonial del Regne d'Escòcia. A Rússia, abans i després de l'URSS, l'Armada Russa utilitzava com emblema la mateixa variant inversa de la bandera d'Escòcia, degut al fet que Sant Andreu és també el patró de Rússia.
Altres territoris que tenen banderes similars a l'escocesa són l'estat estatunidenc d'Alabama, l'illa de Tenerife o l'arxipèlag de Sant Andreu, Providència i Santa Catalina, encara que en aquests casos no sembla haver relació històrica alguna amb Escòcia ni amb Sant Andreu.
A més del sautor, Escòcia té un altre emblema, l'Estendard Reial d'Escòcia, conegut comunament com a "Lleó Rampant". Encara que aquest emblema únicament pot ser utilitzat pel Rei d'Escòcia, d'acord amb un decret del Parlament d'Escòcia de 1672, és comú veure'l en esdeveniments esportius, sense que ningú haja estat ara com ara jutjat per fer un ús il·legal de l'emblema.

Bandera del Consell de Patrimoni Escocès d'Austràlia
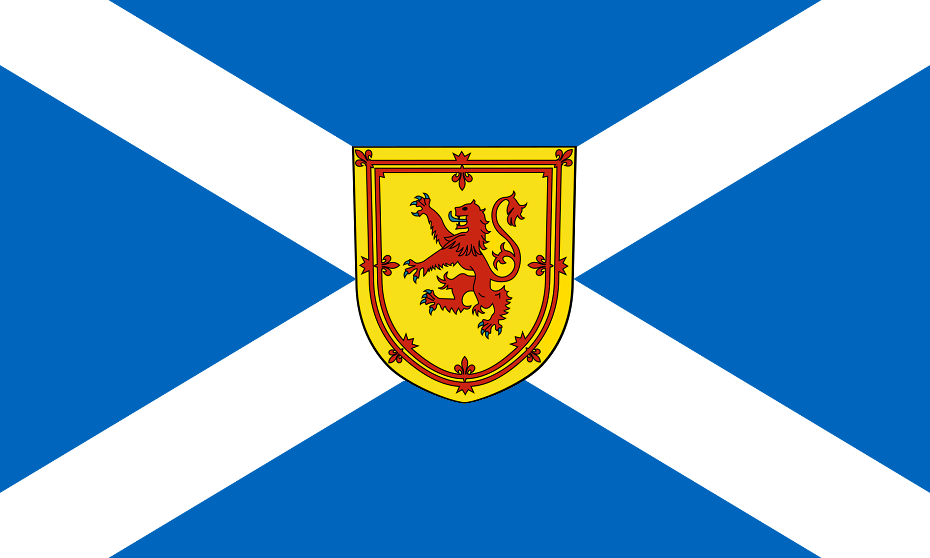
Disseny no oficial utilitzat pels seguidors del Tartan Army
Bandera de Nova Escòcia, Canadà
Bandera de Sint-Oedenrode, Països Baixos
Bandera de Tenerife, Illes Canàries, Espanya